# Mimozygoceropsis flavosignata
Mimozygoceropsis flavosignata är en skalbaggsart som beskrevs av Stefan von Breuning 1978. Mimozygoceropsis flavosignata ingår i släktet Mimozygoceropsis och familjen långhorningar. Inga underarter finns listade i Catalogue of Life.